# Veličná
Veličná (bis 1927 slowakisch auch „Veľká Ves“; ungarisch Nagyfalu – älter auch Velicsna, der Name bedeutet so viel wie „Großdorf“) ist eine Gemeinde in der Nordslowakei mit 1616 Einwohnern (Stand 31. Dezember 2024), die zum Okres Dolný Kubín, einem Teil des Žilinský kraj, gehört und in der Landschaft Orava (deutsch Arwa) liegt.

## Geographie

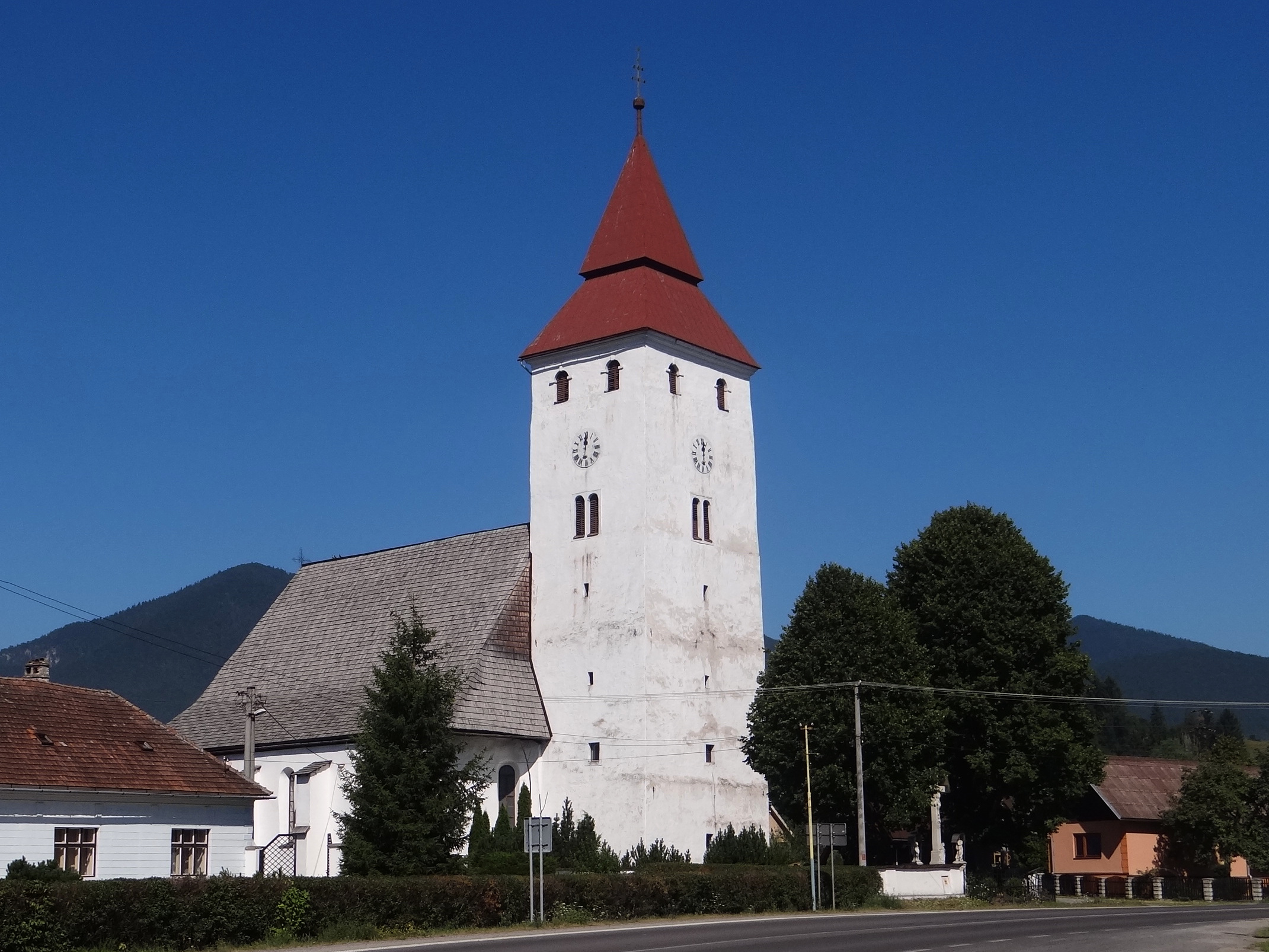
Kirche

Die Gemeinde befindet sich im westlichen Teil des Berglands Oravská vrchovina im kleinen Talkessel Veličnianska kotlina am Unterlauf der Orava und am südlichen Hang des Gebirges Oravská Magura. Das Ortszentrum liegt auf einer Höhe von 484 m n.m. und ist vier Kilometer von Dolný Kubín entfernt (Straßenentfernung).
Nachbargemeinden sind Zázrivá im Nordwesten und Norden, Dolný Kubín im Nordosten und Osten, Oravská Poruba im Südosten und Süden, Žaškov im Südwesten sowie Párnica und Istebné im Westen.

## Geschichte
Auf dem Gemeindegebiet von Veličná gab es eine Siedlung und Grabstätte der Lausitzer Kultur sowie mehrere Funde aus der Jungbronzezeit und Hallstattzeit.
Veličná wurde 1272 erstmals in einer Urkunde von Ladislaus IV. als Villa Magna erwähnt. Im 14. Jahrhundert wurde das Dorf Sitz der Gespanschaft Arwa und wuchs zu einer Minderstadt, blieb aber weiterhin der Herrschaft der Arwaburg zugehörig. Neben Landwirtschaft und Handwerken lebte Veličná vom Handel mit polnischen Marktflecken, dabei war der Salzhandel von besonderer Bedeutung. Die Privilegien wurden danach mehrere Male von verschiedenen Herrschern bestätigt.
Im 16. Jahrhundert wurde Veličná Zentrum der protestantischen Bewegung in der Gespanschaft Arwa, 1548 standen hier 55 Häuser. Das 17. Jahrhundert war wegen ständiger Standesaufständen unruhig, aber der größte Rückschlag kam 1683, als polnisch-litauische Truppen, die unterwegs nach belagertes Wien waren, den Ort anzündeten. Neben der Kirche verschwand auch das Siegel und das Archiv der Gespanschaft Arwa in den Flammen. Seither ist das benachbarte Dolný Kubín Sitz der Gespanschaft Arwa. 1715 wohnten hier 620 Einwohner, 1828 zählte man 202 Häuser und 1536 Einwohner, die vorwiegend als Landwirte, teilweise als Handwerker und Händler tätig waren.
Bis 1918 gehörte der im Komitat Arwa liegende Ort zum Königreich Ungarn und kam danach zur Tschechoslowakei, später zur heutigen Slowakei. 1950 wurde das Dorf Revišné eingemeindet, dieses bildet heute einen der zwei Gemeindeteile. Von 1950 bis 1959 war auch Poruba-Geceľ (heute Oravská Poruba) ein Teil der Gemeinde.

## Bevölkerung
| Jahr                | 1994 | 2004     | 2014     | 2024     |
| ------------------- | ---- | -------- | -------- | -------- |
| Anzahl der Personen | 731  | 870      | 1136     | 1616     |
| Unterschied         |      | +19,01 % | +30,57 % | +42,25 % |

| Jahr                | 2023 | 2024    |
| ------------------- | ---- | ------- |
| Anzahl der Personen | 1577 | 1616    |
| Unterschied         |      | +2,47 % |

Gemäß der Volkszählung 2011 wohnten in Veličná 1034 Einwohner, davon 986 Slowaken und vier Tschechen. Zwei Einwohner gaben eine andere Ethnie an und 42 Einwohner machten keine Angabe zur Ethnie.
481 Einwohner bekannten sich zur römisch-katholischen Kirche, 404 Einwohner zur Evangelischen Kirche A. B., jeweils drei Einwohner zur griechisch-katholischen Kirche und zur evangelisch-methodistischen Kirche sowie jeweils ein Einwohner zur Bahai-Religion, zu den Mormonen und zu den Zeugen Jehovas. Ein Einwohner bekannte sich zu einer anderen Konfession, 77 Einwohner waren konfessionslos und bei 62 Einwohnern wurde die Konfession nicht ermittelt.

## Bauwerke und Denkmäler
- römisch-katholische Kirche im gotischen Stil aus dem 14. Jahrhundert
- evangelische Toleranzkirche aus dem Jahr 1785

## Söhne und Töchter der Gemeinde
- Peter Michal Bohúň (1822–1879), slowakischer Maler